# Margit Dahm
Margit Dahm (* 1979 als Margit Kruse) ist eine deutsche Germanistin, Literaturwissenschaftlerin und Hochschullehrerin.

## Wissenschaftlicher Werdegang
Das Studium der Fächer Deutsch und Geschichte an der Christian-Albrechts-Universität zu Kiel schloss sie 2013 mit dem Master of Arts ab. Während der Zeit als Promotionsstipendiatin am DFG-Graduiertenkolleg „Literarische Form. Geschichte und Kultur ästhetischer Modellbildung“ an der Universität Münster hatte sie Lehraufträge am Germanistischen Seminar in Kiel inne. 2017 wurde sie mit einer Arbeit zu deutschsprachigen Versnovellen in Münster promoviert. Seitdem war sie zunächst als wissenschaftliche Mitarbeiterin, dann als Juniorprofessorin am Kieler Germanistischen Seminar tätig. Aktuell vertritt sie ebendort die Professur für deutsche Literatur des späten Mittelalters und der Frühen Neuzeit.
Sie untersucht die Materialität und Medialität mittelalterlicher Handschriften und beschäftigt sich im Rahmen eines DFG-Projektes zu deutschsprachigen Kolophonen insbesondere mit der Rolle von Schreibern und Schreiberinnen. Weitere Forschungsschwerpunkte sind Darstellungen von Städten in mittelalterlicher Literatur, Antikenrezeption, Versnovellistik und Digital Humanities.

## Schriften (Auswahl)
- diu valschen minner nieman lât/ komen dar sie kâmen – Minne zwischen christlicher Fügung und künstlerischer Verhandlung in Konrad Flecks ‚Flore und Blanscheflur‘. In: Euphorion. Zeitschrift für Literaturgeschichte. Band 110, 2016, S. 355–387.
- Versnovellen im Kontext. Formen der Retextualisierung in kleinepischen Sammelhandschriften (= Bibliotheca Germanica. Band 68). Tübingen 2018.
- Konrads von Würzburg ‚Herzmaere‘ im handschriftlichen Kontext. Zur poetologischen Beeinflussung von Textfassungen durch die Sammlungskonzeptionen. In: Miriam Edlich-Muth (Hrsg.): Der Kurzroman in den spätmittelalterlichen Sammelhandschriften Europas (= Imagines Medii Aevi. Band 40). Wiesbaden 2018, S. 193–209.
- Blutiges Herz und ungeschälte Birne. Figuren des Einverleibens bei Konrad von Würzburg. In: Yvonne Al-Taie, Marta Famula (Hrsg.): Unverfügbares Verinnerlichen. Figuren der Einverleibung zwischen Eucharistie und Anthropophagie. Leiden/Boston 2020, S. 17–41.
- Auf den Spuren des Schreibers – Kolophone in deutschsprachigen Handschriften des Mittelalters. In: editio - Internationales Jahrbuch für Editionswissenschaft. Band 34, 2020, S. 23–44.
- Minne als Medium sozialer Distinktion in Rudolfs von Ems Der guote Gêrhart. In: Zeitschrift für deutsche Philologie. Band 140, 2021, S. 329–356.
- Vereindeutigungen der Helena-Figur in der anonymen Fortsetzung von Konrads von Würzburg ‚Trojanerkrieg‘. In: Beiträge zur mediävistischen Erzählforschung 5 (2022), S. 81–117.
- mit Julia von Ditfurth (Hrsg.): Mittelalterliche Handschriften und ihre Biographien. Betrachtungen aus kunsthistorischer und germanistischer Perspektive. Kiel 2022.
- Sibyllinische Transformationen. Zur Ent-Auratisierung einer Prophetin bei Heinrich von Veldeke. In: Ulrich Hoffmann, Susanne Spreckelmeier (Hrsg.): Von Kulten und Künsten. Lektüren am Schnittpunkt von Anthropologie, Religionssoziologie und Poetologie. Berlin/Boston 2023, S. 247–275.
- mit Timo Felber (Hrsg.): Mentale Konzepte der Stadt in Bild- und Textmedien der Vormoderne (= ROOTS Series. Band 3). Leiden 2023.
- Dies ist kein Liebeslied. Heinrichs von Veldeke ‚Eneasroman‘ im Überlieferungsverbund. In: Beiträge zur Geschichte der deutschen Sprache und Literatur. Band 146, 2024, S. 80–108.
- mit Andreas Bihrer, Timo Felber (Hrsg.): Scheitern in der Vormoderne. Narrative Konzeptionalisierungen in Literatur und Historiographie (= Encomia Deutsch. Band 8). Göttingen 2024.